# Tommy Blacha
Thomas Blacha, detto Tommy (Detroit, 25 agosto 1962), è uno sceneggiatore statunitense.È noto soprattutto per aver creato le serie animate Mongo Wrestling Alliance e Metalocalypse e per la sua partecipazione nel Da Ali G Show e al Late Night with Conan O'Brien.

## Carriera
Blacha ha iniziato come scrittore locale del Chicago Comedy, dove ha incontrato Andy Richter. Nel 1993, Richter ottenne un lavoro da Blacha grazie al Late Night with Conan O'Brien. Tommy lavorò alla serie di Conan O'Brien fino al 1999 scrivendo pezzi e sviluppando personaggi come "Gaseous Wiener" e "PimpBot5000".
Dopo aver lasciato il Late Night with Conan O'Brien, Blacha ha continuato a lavorare per la WWE nel 1999 come direttore creativo. Alla WWE ha contribuito a elaborare nuove trame e storie per l'azienda. Questo ruolo lo ha messo in parte per i combattimenti stessi, dove, mentre interpretava un medico, una volta ha finito per essere sbattuto contro un tavolo dal wrestler Kane. Tommy ha anche partecipato a quello che è stato votato il peggior momento di Monday Night Raw.
Durante questo periodo, Tommy stava anche lavorando per TV Funhouse, un cortometraggio di animazione del Saturday Night Live. Faceva parte della squadra di scrittori e interpretava la parte vocale di Hank e Whiskers. Alcune fonti elencano anche Tommy Blacha come produttore di TV FunHouse. Mentre era lì, ha scritto e prodotto le serie animate Black Sabbath e Stedman: Secret Agent.
Tommy visse a Las Vegas per un breve periodo tra il 2002 e 2003, dove promuoveva arti marziali miste ed eventi di wrestling. Stava anche tentando di farlo in Giappone e in Russia.
Nel 2004, Tommy passò a nuovi progetti, diventando sceneggiatore di Andy Richter Controls the Universe, Da Ali G Show e capo-scrittore di Late World with Zach e The Orlando Jones Show. Durante questo periodo incontrò Brendon Small e iniziò a sviluppare il concetto di Metalocalypse che fu raccolto da Adult Swim nel 2005 e fu trasmesso per la prima volta nell'agosto 2006. Nella serie, ha doppiato i personaggi di Toki Wartooth, William Murderface, Dott. Rockso e molti altri. Ha scritto ogni episodio della prima e della seconda stagione della serie e ha diretto gli episodi Dethstars e Dethgov. Per la terza e la quarta stagione ha lasciato la produzione della serie, nonostante ciò ha continuato a doppiare i suoi personaggi.
Dalla metà del 2015, Tommy è stato ospite/ co-presentatore ricorrente del Ten Minute Podcast.

## Doppiatori italiani
Da doppiatore è sostituito da:
- Paolo Marchese in China, IL
- Luca Ghillino in Kirby Buckets